# 1915 Quetzalcoatl
1915 Quetzalcoatl је Амор астероид. Приближан пречник астероида је 0,5 km,
а средња удаљеност астероида од Сунца износи 2,541 астрономских јединица (АЈ).
Инклинација (нагиб) орбите у односу на раван еклиптике је 20,417 степени, а орбитални период износи 1480,010 дана (4,052 године). Ексцентрицитет орбите астероида износи 0,571.
Апсолутна магнитуда астероида износи 18,97 а геометријски албедо 0,21.
Астероид је откривен 9. марта 1953. године.